# Yushania multiramea
Yushania multiramea är en gräsart som beskrevs av Tong Pei Yi. Yushania multiramea ingår i släktet yushanior, och familjen gräs. Inga underarter finns listade i Catalogue of Life.